# Student

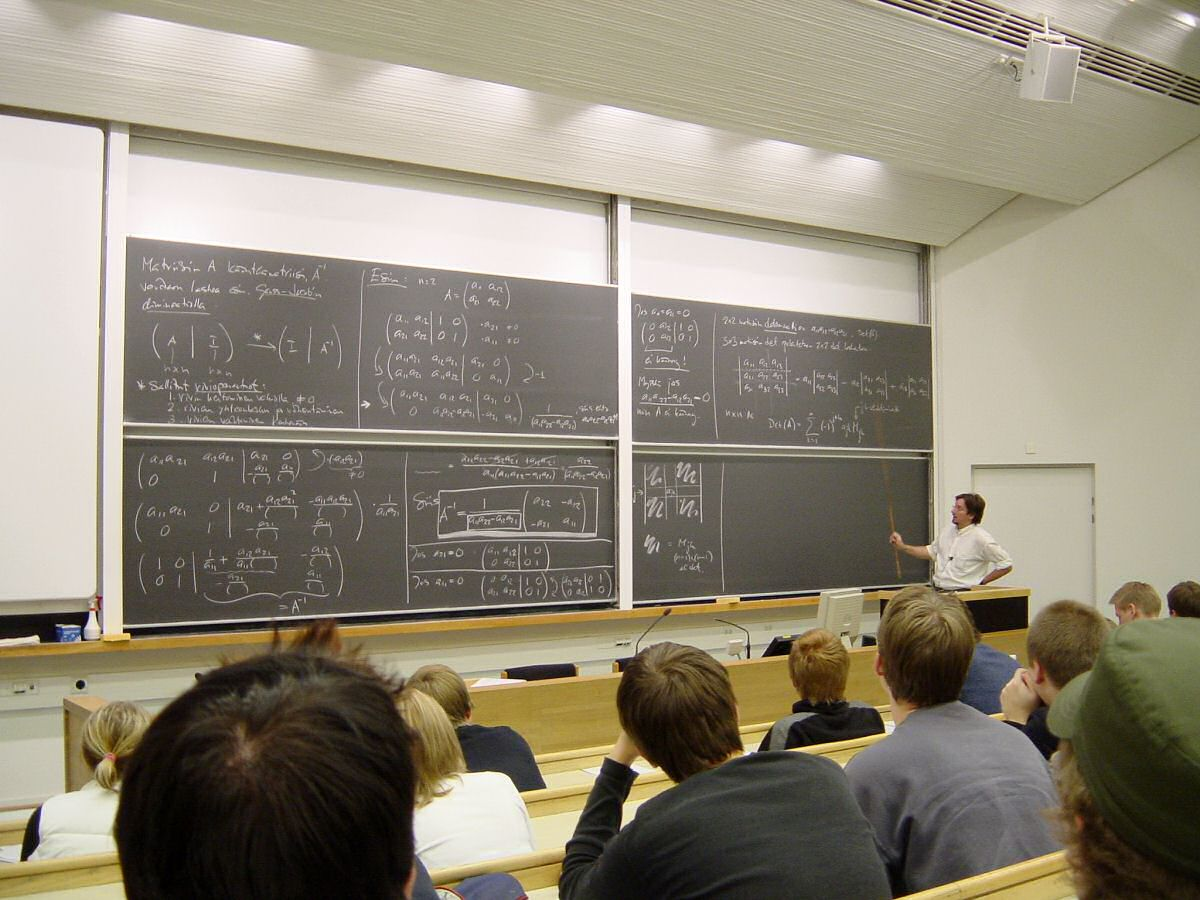
Curs de matematică la Universitatea din Helsinki

Un student (din latină studens, italiană studente, germană Student) este o persoană înmatriculată la o universitate. Activitatea de bază a unui student este urmarea cursurilor universitare în vederea obtinerii licenței sau masteratului.
În anul 1975-1976 în institutele de învățământ superior din România erau 164.567 de studenți înmatriculați. În anul academic 1999-2000 erau 353.228 de studenți înmatriculați în învățământul superior. Numărul acestora este în continuă creștere. Vârsta medie a studenților români a fost de 21,2 ani (2003), în creștere față de anul 2002, când a fost de 20,8 ani, dar sub media de 22,1 ani înregistrată în cele 25 de state membre ale Uniunii Europene.